# Zofia Bagińska
Zofia Bagińska, siostra Teresa (ur. 24 marca 1915, zm. 1 sierpnia 1944) – zakonnica, żołnierz AK.

## Życiorys
Zakonnica ze Zgromadzenia Sióstr Urszulanek Serca Jezusa Konającego z domu w Warszawie przy ulicy Gęstej 1.
Pracę w konspiracji podjęła w 1943 r. W powstaniu warszawskim sanitariuszka w patrolu sanitarnym WSK Obwodu AK Śródmieście. Poległa na ulicy Gęstej w drodze do rannego, wraz z sanitariuszkami: Wandą Chodkowską, Marią Deymer i Jadwigą Frankowską. Odznaczona pośmiertnie Krzyżem Walecznych.